# Otoyol 54
 (décembre 2023).
L'autoroute O54 est un périphérique en construction qui contournera la ville de Gaziantep en Turquie. Seule la partie nord (assurée par l'autoroute O52) est ouverte, ainsi qu'une partie de la moitié sud. Le périphérique sera terminé en 2010.